# 惡魔召喚師 葛葉雷道 對 超力兵團
《惡魔召喚師 葛葉雷道 對 超力兵團》是於2006年3月2日發售的PlayStation 2角色扮演遊戲。女神轉生系列中，惡魔召喚師系列的第3作。大正時代的惡魔召喚師與威脅帝都的惡魔們戰鬥。
美版標題為「Shin Megami Tensei: Devil Summoner: Raidou Kuzunoha vs. The Soulless Army」。獲得GameSpot 2006年度的Game Of The Year中的「Most Long-Winded Game Title」（長而繞口的標題大獎）。

## 概要
本作是《真·女神轉生III－Nocturne》、《DDSAvatar Tuner 1、2》後在PS2上發售的女神轉生系列第4作，亦是PS2上第一款《惡魔召喚師系列》的作品，與以前系列的作品在各方面都有很大的改變。
真·女神轉生系列多數以1990至2000年代或現代至近未來為遊戲舞台，但是本作則以大約60年前，以「大正二十年」這個虛構時代的帝都東京為舞台，加入前系列作品中沒有的懷舊氣氛，也不會出現電腦（惡魔召喚程式）等科技。主角雷道利用「封魔管」封印及使役惡魔，並稱為惡魔召喚師（Devil Summoner）。
在系統方面採用動作戰鬥系統，不論擅不擅長動作遊戲的玩家也能享受遊戲。至於惡魔的種族及合體系統上亦簡化了不少，適合新手及老手遊玩。

## 故事
大正二十年。是一個日本文化受到西洋文化急速流入及發展的時代，亦正是被稱為「惡魔」的異形者威脅著帝都的時代。
繼承著惡魔召喚師・第十四代「葛葉雷道」之名的主角，肩負起守護帝都的重任，表面上是個見習偵探的學生，但內裡是以惡魔召喚師的身份解決所有有關惡魔的奇怪事件。
某一日，在帝都經營偵探公司的鳴海和作為部下的葛葉雷道，接受了一件委託，委託的少女大道寺伽耶向二人要求「請殺死我」。在還未弄清楚她的本意時，伽耶在鳴海和雷道眼前被紅色斗篷的憲兵綁架了。在搜查中知道了伽耶家奇怪的傳承，在事件背後潛藏著可疑的影子。在一路上出現許多阻撓，而雷道亦漸漸迫近搖動國家事件的真相。

## 主要登場人物
第十四代 葛葉雷道（Raidō Kuzunoha the XIV，（沒有預設名稱，玩家可自由輸入））
繼承「第十四代 葛葉雷道」之名的惡魔召喚師的少年，肩負起守護帝都的重任。身上披著外套，在外套下裝備了愛刀、鎗及收容惡魔的管。在「鳴海偵探公司」作為偵探見習工作，收集帝都各地的信息，當有關惡魔的事件發生，就會以惡魔召喚師的身份解決。他亦是帝都中「弓月之君高等師範學校（弓月の君高等師範学校 ゆづきのきみこうとうしはんがっこう）」的學生。喜歡戴學生帽，即使在澡堂也戴著帽子。
雷道的裝備
- 退魔刀
- 手鎗
- 封魔管
- 斗篷
- 道具

業斗
正式稱為業斗童子（ゴウトドウジ）。雖然是黑猫的身型，但擁有很高智慧，能以心靈感應與雷道對話。但是亦因為變成了猫，所以不能違反「作為貓的本能」。業斗童子是違犯了葛葉一派禁忌而被變成了猫作為懲罰，派往各地的惡魔召喚師以作支援。而雷道身邊的業斗像是葛葉一族中能力出眾的人之一，對惡魔召喚師的認識亦相當詳細。對雷道來說他是個可以依靠的長輩，常教導年輕雷道。
鳴海
他在帝都稱為銀樓閣的大廈中（租賃）開了一所解決有關神秘學事件的「鳴海偵探社」，是雷道的上司。

## 書籍
- 惡魔召喚師 葛葉雷道 對 超力兵團 超公式FANBOOK、2006年6月14日、Enterbrain、ISBN 4757728476
《惡魔召喚師 葛葉雷道 對 超力兵團」的設定資料集。除了雷道的資料外，還加入真·女神轉生系列的設定。
- 《惡魔召喚師 葛葉雷道 對 死人驛使》（日文:、Enterbrain、ISBN 4757729146）
2006年10月30日發售的小說。故事發生在PS2遊戲之前，作者是蕪木統文，新人物的設計都是由「超力兵團」的金子一馬負責。

## 外部連結
- （日語）《惡魔召喚師 葛葉雷道 對 超力兵團》官方網站
- （日語）《惡魔召喚師 葛葉雷道 對 死人驛使》 （页面存档备份，存于）